# Achada da Carramancha
Achada da Carramancha é um sítio pitoresco da freguesia dos Canhas, concelho da Ponta do Sol, Ilha da Madeira.
Nota: Estas coordenadas correspondem à igreja dos Canhas. Se alguem souber a localização exacta da Achada da Carramancha agradece-se que as corrijam.